# Lista de representantes da Suíça ao Oscar de melhor filme internacional

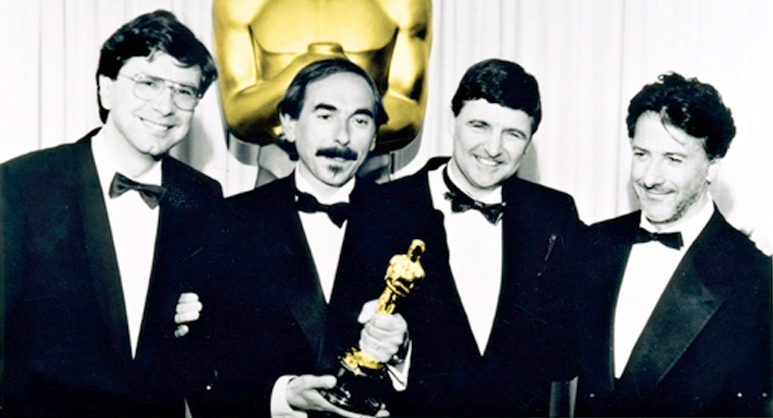
Xavier Koller venceu o prêmio por Reise der Hoffnung.

A Suíça tem enviado filmes ao Oscar de melhor filme internacional desde 1961. A premiação é entregue anualmente pela Academia de Artes e Ciências Cinematográficas dos Estados Unidos a um longa-metragem produzido fora dos Estados Unidos que contenha diálogo majoritariamente em qualquer idioma, menos em inglês.
Até 2023, cinco filmes suíços foram indicados ao Oscar de Melhor Filme Internacional, e dois destes venceram o prêmio, o mais recente foi o drama Reise der Hoffnung no Oscar de 1991.

## Filmes
A Academia de Artes e Ciências Cinematográficas convida as indústrias cinematográficas de vários países a enviar seus melhores filmes para o Oscar de Melhor Filme Internacional desde 1956. O Comitê de Filmes Internacionais dirige o processo e revê todos os filmes enviados. Depois disso, eles votam via voto secreto para determinar os cinco indicados para o prêmio. Antes da premiação ser criada, o Conselho de Governadores da Academia votava em um filme todo ano que era considerado o melhor filme de língua estrangeira lançado nos Estados Unidos e não havia enviados.
A indicação suíça é decidida anualmente pela Secretaria Federal de Cultura.
Desde que começaram a enviar filmes regularmente em 1972, eles só falharam em três ocasiões: 1977, 1978 e 2003. Em 1994, os suíços acabaram desclassificados por causa de uma regra controversa na qual a Academia determinou que um dos favoritos, o filme Trois Couleurs: Rouge de Krzysztof Kieślowski, não era uma produção majoritariamente suíça.
O diretor Alain Tanner teve seus filmes selecionados cinco vezes, mas nenhum indicado. Xavier Koller e o diretor francês radicado na Suíça Jean-Luc Godard foram ambos selecionados para representar a Suíça três vezes.
A Suíça tem quatro idiomas oficiais. Vinte e duas inscrições suíças são filmes em francês, catorze são em alguma variedade de alemão e apenas um é em italiano, mas nenhum é em romanche. Além disso, duas inscrições são em turco.
A lista abaixo contém os filmes enviados pela Suíça para análise da Academia.
| Ano (Cerimônia) | Título original                                           | Título em português                           | Idioma                         | Diretor(a)                          | Resultado       |
| --------------- | --------------------------------------------------------- | --------------------------------------------- | ------------------------------ | ----------------------------------- | --------------- |
| 1961 (34ª)      | Die Schatten werden länger                                | As Revoltadas                                 | Alemão                         | Ladislao Vajda                      | Não indicado    |
| 1970 (43ª)      | Erste Liebe                                               | O Primeiro Amor                               | Alemão                         | Maximilian Schell                   | Indicado        |
| 1972 (45ª)      | La Salamandre                                             |                                               | Francês                        | Alain Tanner                        | Não indicado    |
| 1973 (46ª)      | L'Invitation                                              | O Convite                                     | Francês                        | Claude Goretta                      | Indicado        |
| 1974 (47ª)      | Le Milieu du monde                                        | Amantes no Meio do Mundo                      | Francês                        | Alain Tanner                        | Não indicado    |
| 1975 (48ª)      | Konfrontation                                             |                                               | Alemão suíço                   | Rolf Lyssy                          | Não indicado    |
| 1976 (49ª)      | Jonas qui aura 25 ans en l'an 2000                        | Jonas Que Terá Vinte e Cinco Anos no Ano 2000 | Francês                        | Alain Tanner                        | Não indicado    |
| 1979 (52ª)      | Les petites fugues                                        |                                               | Francês                        | Yves Yersin                         | Não indicado    |
| 1980 (53ª)      | Sauve qui peut (la vie)                                   | Salve-se Quem Puder (A Vida)                  | Francês                        | Jean-Luc Godard                     | Não indicado    |
| 1981 (54ª)      | Das Boot ist voll                                         |                                               | Alemão                         | Markus Imhoof                       | Indicado        |
| 1982 (55ª)      | Yol                                                       | O Caminho                                     | Turco                          | Şerif Gören                         | Não indicado    |
| 1983 (56ª)      | Dans la ville blanche                                     | Na Cidade Branca                              | Francês                        | Alain Tanner                        | Não indicado    |
| 1984 (57ª)      | La diagonale du fou                                       | Fora de Controle                              | Francês                        | Richard Dembo                       | Oscar           |
| 1985 (58ª)      | Höhenfeuer                                                | Fogo Alpino                                   | Alemão suíço                   | Fredi Murer                         | Não indicado    |
| 1986 (59ª)      | Der Schwarze Tanner                                       |                                               | Alemão suíço                   | Xavier Koller                       | Não indicado    |
| 1987 (60ª)      | Si le soleil ne revenait pas                              |                                               | Francês                        | Claude Goretta                      | Não indicado    |
| 1988 (61ª)      | La méridienne                                             |                                               | Francês                        | Jean-François Amiguet               | Não indicado    |
| 1989 (62ª)      | Mon cher sujet                                            |                                               | Francês                        | Anne-Marie Miéville                 | Não indicado    |
| 1990 (63ª)      | Reise der Hoffnung                                        | A Viagem da Esperança                         | Turco, alemão suíço e italiano | Xavier Koller                       | Oscar           |
| 1991 (64ª)      | Der Berg                                                  |                                               | Alemão                         | Markus Imhoof                       | Não indicado    |
| 1992 (65ª)      | Hors saison                                               |                                               | Francês                        | Daniel Schmid                       | Não indicado    |
| 1993 (66ª)      | Le journal de Lady M                                      |                                               | Francês                        | Alain Tanner                        | Não indicado    |
| 1994 (67ª)      | Trois Couleurs: Rouge                                     | A Fraternidade É Vermelha                     | Francês                        | Krzysztof Kieślowski                | Desclassificado |
| 1995 (68ª)      | Adultère, mode d'emploi                                   |                                               | Francês                        | Christine Pascal                    | Não indicado    |
| 1996 (69ª)      | Les Agneaux                                               |                                               | Francês                        | Marcel Schüpbach                    | Não indicado    |
| 1997 (70ª)      | For Ever Mozart                                           | Para Sempre Mozart                            | Francês                        | Jean-Luc Godard                     | Não indicado    |
| 1998 (71ª)      | La Guerre dans le Haut Pays                               |                                               | Francês                        | Francis Reusser                     | Não indicado    |
| 1999 (72ª)      | Beresina oder Die letzten Tage der Schweiz                |                                               | Alemão suíço                   | Daniel Schmid                       | Não indicado    |
| 2000 (73ª)      | Gripsholm                                                 | Gripsholm: Tempo de Amar                      | Alemão                         | Xavier Koller                       | Não indicado    |
| 2001 (74ª)      | Éloge de l'amour                                          | Elogio ao Amor                                | Francês                        | Jean-Luc Godard                     | Não indicado    |
| 2002 (75ª)      | Aime ton père                                             | Meu Pai, Meu Filho                            | Francês                        | Jacob Berger                        | Não indicado    |
| 2004 (77ª)      | Mein Name ist Bach                                        |                                               | Alemão                         | Dominique de Rivaz                  | Não indicado    |
| 2005 (78ª)      | Tout un Hiver sans Feu                                    | Inverno Despedaçado                           | Francês                        | Greg Zglinski                       | Não indicado    |
| 2006 (79ª)      | Vitus                                                     |                                               | Alemão suíço                   | Fredi Murer                         | Pré-lista       |
| 2007 (80ª)      | Die Herbstzeitlosen                                       |                                               | Alemão suíço                   | Bettina Oberli                      | Não indicado    |
| 2008 (81ª)      | Der Freund                                                |                                               | Alemão suíço                   | Micha Lewinsky                      | Não indicado    |
| 2009 (82ª)      | Home                                                      |                                               | Francês                        | Ursula Meier                        | Não indicado    |
| 2010 (83ª)      | La petite chambre                                         |                                               | Francês                        | Stéphanie Chuat e Véronique Reymond | Pré-lista       |
| 2011 (84ª)      | Giochi d'estate                                           |                                               | Italiano                       | Rolando Colla                       | Não indicado    |
| 2012 (85ª)      | L'Enfant d'en haut                                        | Minha Irmã                                    | Francês                        | Ursula Meier                        | Pré-lista       |
| 2013 (86ª)      | More than Honey                                           | Mais que Mel                                  | Alemão                         | Markus Imhoof                       | Não indicado    |
| 2014 (87ª)      | Der Kreis                                                 |                                               | Alemão                         | Stefan Haupt                        | Não indicado    |
| 2015 (88ª)      | Iraqi Odyssey                                             |                                               | Árabe                          | Samir                               | Não indicado    |
| 2016 (89ª)      | Ma vie de courgette                                       | Minha Vida de Abobrinha                       | Francês                        | Claude Barras                       | Pré-lista       |
| 2017 (90ª)      | Die göttliche Ordnung                                     | Mulheres Divinas                              | Alemão                         | Petra Biondina Volpe                | Não indicado    |
| 2018 (91ª)      | Eldorado                                                  |                                               | Alemão                         | Markus Imhoof                       | Não indicado    |
| 2019 (92ª)      | Wolkenbruchs wunderliche Reise in die Arme einer Schickse | O Despertar de Motti                          | Alemão e iídiche               | Michael Steiner                     | Não indicado    |
| 2020 (93ª)      | Schwesterlein                                             | Minha Irmã                                    | Alemão, francês e inglês       | Stéphanie Chuat e Véronique Reymond | Não indicado    |
| 2021 (94ª)      | Olga                                                      |                                               | Francês e ucraniano            | Elie Grappe                         | Não indicado    |
| 2022 (95ª)      | Drii Winter                                               | Um Pedaço do Céu                              | Alemão suíço                   | Michael Koch                        | Não indicado    |